# Ялунінське
Ялу́нінське (рос. Ялунинское) — село у складі Алапаєвського міського округу (Верхня Синячиха) Свердловської області.
Населення — 568 осіб (2010, 610 у 2002).
Національний склад населення станом на 2002 рік: росіяни — 94 %.